# تیمور بابلوانی
تیمور بابلوانی (گرجی: თემურ ბაბლუანი؛ زادهٔ ۲۰ مارس ۱۹۴۸) کارگردان فیلم، بازیگر و فیلم‌نامه‌نویس اهل کشور گرجستان است.